# Federazione calcistica dell'Australia
Football Australia è l'organo di governo del calcio in Australia.
Istituita il 1º gennaio 2005, è la più recente tra gli orgamismi che hanno governato la disciplina nel Paese e che dal 1956 hanno goduto del riconoscimento della FIFA.
In precedenta nota come Australian Soccer Association, ha assunto tale nome dal 1º gennaio 2005. In precedenza, fino al 2020 era nota come Football Federation Australia (FFA), mentre dal 2003 a tutto il 2004 era nota come Australian Soccer Association (ASA) e, prima ancora, come Soccer Australia.
Tra le altre funzioni, la FA sovrintende alle squadre nazionali dell'Australia, quella maschile, nota come i Socceroos, quella femminile, nota come le Matildas, e le varie squadre giovanili, oltre che le nazionali di beach soccer e calcio a 5; è responsabile anche dei programmi nazionali di allenamento e del coordinamento con i diversi organi istituzionali. Organizza le competizioni dei club nazionali. Fino al 2004 il campionato nazionale è stata la National Soccer League, mentre nel 2005 la FFA ha lanciato un nuovo campionato nazionale, la A-League. 
La FA ha fatto parte dell'OFC fino al 2005; dal 1º gennaio 2006 aderisce all'AFC.

Logo fino al 2017